# 3-Pentanona
3-Pentanona (também conhecida como dietil cetona) é uma dialquil cetona simples e simétrica. É uma cetona líquida incolor com um odor similar ao da acetona. É solúvel em aproximadamente 25 partes de água, mas miscível com solventes orgânicos. É principalmente usada como um solvente em pintura e como um precursor da vitamina E. É facilmente solúvel em éter dietílico e parcialmente solúvel em acetona, metanol e água.  Duas cetonas relacionadas e as mais importantes são a 2-pentanona e a metil isopropil cetona.
3-Pentanona é produzida industrialmente do ácido propiônico usando óxidos metálicos catalisadores:
2 CH3CH2CO2H  →  (CH3CH2)2CO  +  CO2  +  H2O
Pode também ser preparada do etileno, CO e H2.

## Segurança
O valor TLV para a 3-pentanona é 200 ppm (705 mg/m3).  3-pentanona pode ser perigosa se  entrar em contato com a pele ou os olhos, e pode causar irritação da pele e vermelhidão, e coceira nos olhos. Este produto químico também pode causar danos ao sistema nervoso ou danos aos órgãos, se ingerido. Apesar de ser considerado estável, 3-pentanona é extremamente inflamável quando exposto a chamas, faíscas ou outra fonte de calor. Por segurança, ele deve ser armazenado em um armário de materiais inflamáveis longe do calor ou fontes de ignição, de preferência em local fresco e bem ventilado.